# Alva Colquhoun
Alva Colquhoun (Brisbane, Australia, 28 de febrero de 1942) es una nadadora australiana retirada especializada en pruebas de estilo libre, donde consiguió ser subcampeona olímpica en 1960 en los 4 x 100 metros.

## Carrera deportiva
En los Juegos Olímpicos de Roma 1960 ganó la medalla de plata en los relevos de 4 x 100 metros estilo libre, con un tiempo 4:11.3 segundos, tras Estados Unidos y por delante de Alemania (bronce); sus compañeras de equipo fueron las nadadoras: Dawn Fraser, Ilsa Konrads y Lorraine Crapp.